# NGC 364
NGC 364 (другие обозначения — UGC 666, MCG 0-3-69, ZWG 384.67, PGC 3833) — линзообразная галактика (S0) в созвездии Кит.
Джон Дрейер описывал её "очень слабая, очень маленькая".
По оценкам, расстояние до Млечного Пути 232 миллионов световых лет, диаметр около 95 000 световых лет.
В той же области неба NGC 359.
Объект был обнаружен 2 сентября 1864 года немецким астрономом Альбертом Мартом.
Этот объект входит в число перечисленных в оригинальной редакции «Нового общего каталога».